# 李国钦

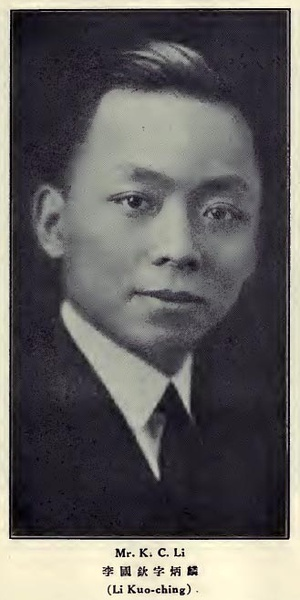
李国钦

李国钦（英語：Li Kuo Ching，1887年—1961年3月5日），字炳麟，湖南长沙人，美籍华商领袖，被誉为“钨矿大王”。

## 生平
李国钦于1910年毕业于湖南高等实业学堂矿科第一班。此后，他因受到学堂监督、华昌炼锑公司董事长梁焕奎的赏识，赴英国皇家矿业学院留学，获矿治工程师学位。在英国学习时，李国钦证实了他从中国带去的一块标本为钨铁标本，从而发现了中国的钨矿。1914年第一次世界大战爆发后回国，在华昌炼锑公司任业务部副经理。期间，他首次使用汉字“钨”来在描述这一化学元素。
1915年，李国钦前往美国，在纽约设立华昌的办事处，以将湖南锑矿产品出口美国销售。一战时作为战略物资的锑价格骤涨，他也因此获利颇丰。然而一战结束之后锑价爆跌，国内的华昌公司因此倒闭。李国钦将华昌驻纽约的办事处改组为华昌贸易公司，并自任董事长兼总经理。公司从中国将钨、锑、锡等矿产品以及桐油等农副产品销往美国，同时将美国的工矿设备器材与钢铁等工业品运往中国，最终成为了抗日战争之前中美间通商规模最大的一家进出口贸易公司。由此，他也成为了美国华商界的著名人物，并曾出任美国中华协会董事兼副会长，中华民国财政部与农商部驻纽约代表。1920年，他获颁四等嘉禾勋章。
第二次世界大战爆发后，钨、锑等金属成为重要战略物资，而中国的对外贸易则因战争而中断。李国钦改为在巴西、墨西哥等地投资钨矿，并开始在美国国内的内华达州、加利福尼亚州、科罗拉多州采矿。由此，他的事业也达到了顶峰。1943年，他与著名矿冶专家王宠佑合著的《钨》（Tungsten）在美国出版。同时，他还被美国联邦政府聘为战略物资顾问，并先后被授予巴西南十字勋章、意大利最高荣誉勋章、泰国王冠勋章等。
1961年3月5日，李国钦因心脏病发去世，终年75岁。在他去世后，他的女婿何日华（其女李廉凤之夫）创办了新的华昌国际公司继承他的事业，不过已不再以矿业与冶炼业为主。
1993年，李国钦入选美国国家矿业名人堂。